# Transmission transstadiale

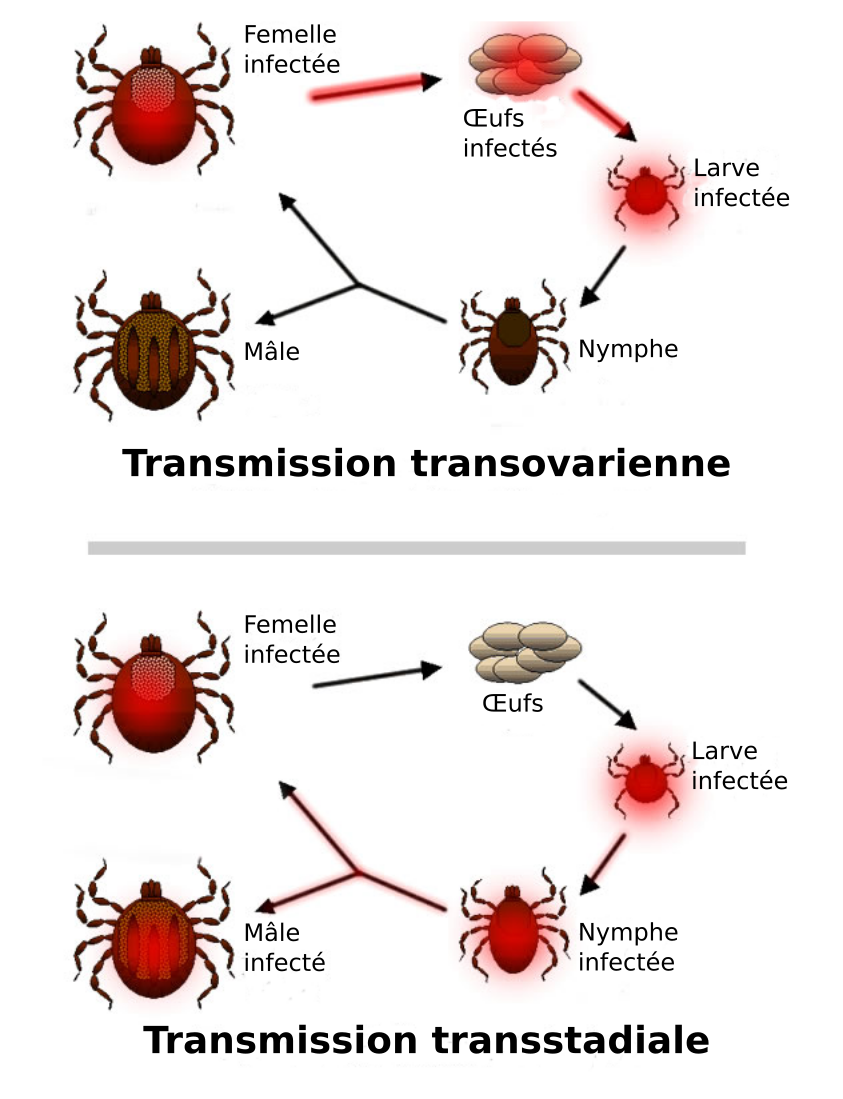
Transmission transovarienne et transstadiale des tiques du genre Ixodes.

La transmission transstadiale se produit lorsqu'un vecteur conserve un agent dans son organisme lors du passage d'un stade de développement à un autre (mue). 
Par exemple,  l'agent causal de la maladie de Lyme, Borrelia burgdorferi (espèce de bactéries), infecte la tique-vectrice lorsque celle-ci est au stade larvaire, et l'infection se maintient lorsque la larve mue en  nymphe et passe plus tard au stade adulte. Ce type de transmission est observé chez d'autres parasites comme les virus ou les Rickettsia. Outre les tiques, d'autres acariens sont des vecteurs courants à transmission transstadiale,. Certains auteurs considèrent la transmission transstadiale comme un type de transmission horizontale,, alors que d’autres la considèrent comme une transmission verticale ou partiellement verticale,.
A l'opposé de la transmission transstadiale, lorsqu'un agent pathogène ne peut pas être transmis  d'un stade de développement du vecteur à un autre, on parle de « blocage transstadial ». Par exemple, les virus qui souffrent d'un blocage transstadial peuvent voir leur infectivité diminuée chez les insectes en mue.